# Krogulec rdzawopierśny
Krogulec rdzawopierśny (Tachyspiza nanus) – gatunek ptaka drapieżnego z rodziny jastrzębiowatych (Accipitridae). Jest endemitem indonezyjskich wysp Celebes i Buton. Nie wyróżnia się podgatunków.
MorfologiaDługość ciała 23–28 cm, rozpiętość skrzydeł 44–54 cm. Samice są nieco większe od samców. Upierzeniem bardzo podobny do krogulca różanego (T. rhodogaster), z ciemnoszarym grzbietem i piersią w kolorze brzoskwiniowym, przechodzącym w czystą biel na brzuchu. Osobniki młodociane mają rdzawo-kasztanowe górne partie ciała, spód ciała jest białawy z rozrzuconymi czarnymi smugami, zwłaszcza na piersi i po bokach.
Ekologia i zachowanieŻyje głównie w pierwotnych lasach górskich i wyżynnych powyżej 550 m n.p.m. Na wyspie Buton spotykany już od poziomu morza. Żeruje głównie w głębi lasów oraz wzdłuż ścieżek i dróg biegnących przez obszary leśne. Żywi się głównie dużymi owadami (np. cykadami, konikami polnymi), ślimakami i mniejszymi ptakami.
StatusMiędzynarodowa Unia Ochrony Przyrody (IUCN) uznaje krogulca rdzawopierśnego za gatunek najmniejszej troski od 2022 roku; wcześniej, od 1994 roku uznawany był za gatunek bliski zagrożenia (NT – near threatened). Liczebność populacji nie została oszacowana, jednak jest to ptak rzadki. Trend liczebności populacji uznaje się za stabilny. Głównym zagrożeniem dla gatunku jest utrata i degradacja siedlisk.